# Baselesträsket
Baselesträsket är en sjö i Sorsele kommun i Lappland och ingår i Umeälvens huvudavrinningsområde. Sjön har en area på 0,274 kvadratkilometer och ligger 368,1 meter över havet. Sjön avvattnas av vattendraget Näresbäcken.

## Delavrinningsområde
Baselesträsket ingår i det delavrinningsområde (725010-160814) som SMHI kallar för Inloppet i Näresträsket. Medelhöjden är 403 meter över havet och ytan är 17,9 kvadratkilometer. Det finns inga avrinningsområden uppströms utan avrinningsområdet är högsta punkten. Näresbäcken som avvattnar avrinningsområdet har biflödesordning 4, vilket innebär att vattnet flödar genom totalt 4 vattendrag innan det når havet efter 273 kilometer. Avrinningsområdet består mestadels av skog (86 procent) och sankmarker (12 procent). Avrinningsområdet har 0,34 kvadratkilometer vattenytor vilket ger det en sjöprocent på 1,9 procent.